# Апекслокатор
Апекслокатор — электронное устройство, использующееся в эндодонтии для определения положения апикального сужения и позволяющее тем самым определить длину корневого канала зуба. Верхушка корня зуба имеет определенное электрическое сопротивление, которое измеряется с помощью пары электродов обычно подключенных на губу и эндодонтический файл. Принцип прост, как только файл достигает верхушки корня, сопротивление резко уменьшается. Устройство это событие сигнализирует звуковым или световым сигналом либо цифровыми показаниями на дисплее.

## История
Первоначально электронные апекслокаторы работали на постоянном токе. Недостаток таких устройств заключался в том, что наличие токопроводящих жидкостей в канале зуба, таких как кровь, слюна, ирригационные растворы, вызывала ложные срабатывания прибора. Современные устройства используют переменный ток двух частот и сравнение двух электрических сопротивлений, которые меняются по мере продвижения файла в корне. Такие устройства в меньшей степени зависят от наличия жидкостей в канале и демонстрируют точность определения вершины апикального сужения от 80 до 95 %, что более точно, чем дает рентгенография.

## Адаптивные апекслокаторы
Адаптивные апекслокаторы преодолевают недостатки популярных локаторов 4-го поколения — низкая точность по работе во влажных каналах, а также недостатки устройств 5-го поколения — трудности на работе в сухих каналах с обязательным дополнительным смачиванием. Адаптивные локаторы непрерывно определяют влажность канала и сразу адаптируется к сухим или влажным каналам, поэтому можно проводить измерения как в сухом канале, так и в каналах с кровью или выделениями или каналами с не удалённой пульпой.